# 建兴乡 (梓潼县)
建兴乡，是中华人民共和国四川省绵阳市梓潼县曾经下辖的一个乡。2019年12月，撤销建兴乡，将原建兴乡新桥村、建立村、建新村、柏林村、油泉村所属行政区域划归文昌镇管辖，将原建兴乡灵珠村、红光村所属行政区域划归演武镇管辖。

## 行政区划
建兴乡撤销前下辖以下地区：
建新村、建立村、柏林村、油泉村、红光村、灵珠村和新桥村。